# Saintry-sur-Seine
Saintry-sur-Seine  [sɛ̃t̪ʁi syʁ sɛn] je francouzská obec v departementu Essonne v regionu Île-de-France. V obci se nachází kostel Narození Panny Marie.

## Poloha
Obec Saintry-sur-Seine leží na řece Seině asi 30 km jihovýchodně od Paříže. Obklopují ji obce Saint-Pierre-du-Perray od severu na východ, Morsang-sur-Seine od jihovýchodu na jihozápad a Corbeil-Essonnes na západě a severozápadě.

## Vývoj počtu obyvatel
Počet obyvatel